# Anders Hansson (moderat)
Bengt Anders Kristian Hansson, född 18 februari 1976 i Skanörs församling i Malmöhus län, är en svensk politiker (moderat). Han var ordinarie riksdagsledamot sedan 2006, invald för Skåne läns södra valkrets, och var riksdagsledamot till och med mandatperioden som slutade 2022.

## Biografi
Hansson är utbildad jurist. Han bor i Falsterbo och är gift.
Han är ledamot i Vellinge kommuns kommunfullmäktige och Vellingebostäder AB:s styrelse.

### Riksdagsledamot
Hansson är ordinarie riksdagsledamot sedan valet 2006. I riksdagen är han ledamot i trafikutskottet sedan 2018. Han var ledamot i försvarsutskottet 2010–2014 och justitieutskottet 2014–2018. Hansson är eller har varit suppleant i bland annat försvarsutskottet, justitieutskottet, miljö- och jordbruksutskottet, näringsutskottet och riksdagens delegation till Natos parlamentariska församling.
Inför riksdagsvalet 2014 gjorde Hansson sig känd som en av fyra riksdagskandidater för Moderaterna som vill införa ett förbud mot tiggeri.
Hansson sade redan i april 2015 att han var inställd på att bryta Decemberöverenskommelsen med motiveringen att lojaliteten mot väljarna vägde tyngre än lojaliteten mot partiet. Vid budgetomröstningen våren 2015 var Hansson och partikollegan Finn Bengtsson de enda moderater som gick emot partiledningens beslut och röstade på Alliansens budgetförslag.